# 凉州工业园区管理委员会
凉州工业园区管理委员会，是中华人民共和国甘肃省武威市凉州区下辖的一个类似乡级单位。

## 行政区划
凉州工业园区管理委员会下辖以下地区：
凉州工业园区管理委员会虚拟社区。